# デルラン・ジ・オリヴェイラ・ベント
デルラン・ジ・オリヴェイラ・ベント（Derlan de Oliveira Bento、1996年2月3日 - ） はブラジル・リオデジャネイロ州ボルタ・レドンダ出身のプロサッカー選手。Jリーグ・大分トリニータ所属。ポジションはディフェンダー（DF）。
Jリーグでの登録名はデルラン。

## 来歴

### ボアヴィスタSC
2017年5月6日、所属していたフルミネンセがボアヴィスタSCと提携したことを受け、ユース出身者を中心に若手の資質向上を図る「トリコロール・ダス・ラランジェイラス」のキャリアプラン・プロジェクトの一環として期限付き移籍。 6月3日、2017年のセリエD、レッドブル・ブラジルに1-0でアウェイで勝利した試合に途中出場し、プロデビューを果たした。4試合に出場したのち、8月31日にフルミネンセに復帰した。

### パイサンドゥSC
2017年12月7日、パイサンドゥSCに2018年シーズン終了までの契約で期限付き移籍。 デビューは1月24日、カンピオナート・パラエンセ2018、サン・ライムンドEC戦に先発出場し、2-0の勝利に貢献した。ただ、2軍制のチームにおいてデルランはレギュラーメンバーには入れず、同じポジションのトップチームの選手に敵うことはできなかった。
パイサンドゥでは5試合に出場し、そのうち4試合は先発出場することができたものの、3月26日、パイサンドゥとの契約を解除した。

### グレミオ
2018年3月29日、グレミオへ期限付き移籍することが発表され、当初はU-23チームで活動することとなった。 2018年7月29日のセリエA、シャペコエンセと1-1で引き分けた試合に途中で投入され、唯一のトップチームでの出場となった。
グレミオのU-23ではレギュラースタメンとして定着し、2018年のブラジレイロ U-23やコパFGFに出場、来季トップチームに活動の場を移すことも検討されていた。 しかし、レンタル元のフルミネンセとグレミオがクラブ間で意見が噛み合わず、レンタル延長とトップチーム昇格の話は立ち消えとなった。

### クリシューマEC
2019年、セリエBのクリシューマECへ期限付き移籍。3月10日、カンピオナート・カタリネンセ2019でのシャペコエンセとの1stレグで先発出場しデビューした。 4月7日の大会準決勝でエルシリオ・ルスFCに1-0で勝った試合で決勝点を記録し、キャリア初ゴールとなった。

### シャペコエンセ
2020年、シャペコエンセへ完全移籍。1月22日で、カンピオナート・カタリネンセ2020でのアヴァイ戦で先発出場し、移籍後初出場を果たした。 3月8日にはホームでの3-0の勝利で移籍後初ゴールを挙げた。
シャペコエンセでレギュラーの地位を確立し、チームのフロントに好印象を与えるパフォーマンスを続けた。新型コロナウイルスの影響で様々な活動が制限される中、国内の2チームからオファーを受けたものの、フロントはデルランを将来的にスターになると見越しオファーを拒んだ。10月28日、デルランは2021年末までの契約を更新した。
シャペコエンセでは2シーズンで59試合、2020シーズンにはキャリアハイの3得点を記録した。

### グアラニ
2021シーズン終了後、シャペコエンセとの契約が切れたタイミングでグアラニFCへ移籍し、1年契約を結んだ。当初はチームに馴染めなかったものの、シーズン途中に監督のダニエル・パウリスタが解任され、前年途中までシャペコエンセで指揮を執っていたモザルトが就任すると、戦術理解の深い元教え子としてスタメンで出場するようになった。

### 大分トリニータ
2022年12月28日、大分トリニータへ完全移籍した
2024年10月17日のJ2第36節・ブラウブリッツ秋田戦で前半35分にペレイラからの浮き球に滑り込みながらのボレーシュートで合わせJリーグ初得点を記録し、チームのJ2残留に貢献した。また、翌第37節・ザスパ群馬戦では2試合連続となるゴールを決め、キャリアハイのシーズン2得点となった。

## 個人成績
| 国内大会個人成績 | 国内大会個人成績 | 国内大会個人成績 | 国内大会個人成績 | 国内大会個人成績 | 国内大会個人成績 | 国内大会個人成績 | 国内大会個人成績 | 国内大会個人成績 | 国内大会個人成績 | 国内大会個人成績 | 国内大会個人成績 |
| 年度             | クラブ           | 背番号           | リーグ           | リーグ戦         | リーグ戦         | リーグ杯         | リーグ杯         | オープン杯       | オープン杯       | 期間通算         | 期間通算         |
| 年度             | クラブ           | 背番号           | リーグ           | 出場             | 得点             | 出場             | 得点             | 出場             | 得点             | 出場             | 得点             |
| ブラジル         | ブラジル         | ブラジル         | ブラジル         | リーグ戦         | リーグ戦         | ブラジル杯       | ブラジル杯       | オープン杯       | オープン杯       | 期間通算         | 期間通算         |
| ---------------- | ---------------- | ---------------- | ---------------- | ---------------- | ---------------- | ---------------- | ---------------- | ---------------- | ---------------- | ---------------- | ---------------- |
| 2017             | ボアヴィスタ     |                  | セリエD          | 3                | 0                | -                | -                | -                | -                | 3                | 0                |
| 2018             | パイサンドゥ     |                  | セリエB          | 0                | 0                | 1                | 0                | -                | -                | 1                | 0                |
| 2018             | グレミオ         | 37               | セリエA          | 1                | 0                | -                | -                | -                | -                | 1                | 0                |
| 2019             | クリシューマ     |                  | セリエB          | 27               | 0                | 2                | 0                | -                | -                | 29               | 0                |
| 2020             | シャペコエンセ   | 34               | セリエB          | 15               | 1                | 2                | 0                | -                | -                | 17               | 1                |
| 2021             | シャペコエンセ   | 34               | セリエA          | 15               | 1                | 2                | 0                | -                | -                | 17               | 1                |
| 2022             | グアラニ         | 34               | セリエB          | 26               | 0                | 1                | 0                | -                | -                | 27               | 0                |
| 日本             | 日本             | 日本             | 日本             | リーグ戦         | リーグ戦         | リーグ杯         | リーグ杯         | 天皇杯           | 天皇杯           | 期間通算         | 期間通算         |
| 2023             | 大分             | 3                | J2               | 31               | 0                | -                | -                | 1                | 0                | 32               | 0                |
| 2024             | 大分             | 3                | J2               | 17               | 2                | 1                | 0                | 3                | 0                | 21               | 2                |
| 2025             | 大分             | 3                | J2               |                  |                  |                  |                  |                  |                  |                  |                  |
| 通算             | ブラジル         | ブラジル         | セリエA          | 16               | 1                | 3                | 0                | -                | -                | 19               | 1                |
| 通算             | ブラジル         | ブラジル         | セリエB          | 68               | 1                | 5                | 0                | -                | -                | 73               | 1                |
| 通算             | ブラジル         | ブラジル         | セリエD          | 3                | 0                | 0                | 0                | -                | -                | 3                | 0                |
| 通算             | 日本             | 日本             | J2               | 48               | 2                | 1                | 0                | 4                | 0                | 53               | 2                |
| 総通算           | 総通算           | 総通算           | 総通算           | 135              | 4                | 9                | 0                | 4                | 0                | 148              | 4                |

| 年度 | クラブ         | 州リーグ | 出場 | 得点 |
| ---- | -------------- | -------- | ---- | ---- |
| 2019 | クリシューマ   | SC州1部  | 6    | 1    |
| 2020 | シャペコエンセ | SC州1部  | 11   | 2    |
| 2021 | シャペコエンセ | SC州1部  | 13   | 1    |
| 2022 | グアラニ       | SP州1部  | 12   | 0    |
| 通算 | 通算           | 通算     | 42   | 4    |
- Jリーグ初出場 - 2023年2月19日 J2第1節 徳島ヴォルティス戦（鳴門・大塚スポーツパークポカリスエットスタジアム）
- Jリーグ初得点 - 2024年10月27日 J2第36節 ブラウブリッツ秋田戦（ソユースタジアム）

## タイトル

### クラブ
シャペコエンセ
- カンピオナート・ブラジレイロ・セリエB（2020年）